# Johann Heinrich Voß
Pour les articles homonymes, voir Voss (homonymie).
 (août 2013).
Johann Heinrich Voß, parfois traduit en français par Jean Henri Voss, né à Sommerstorf (duché de Mecklembourg-Schwerin) le 20 février 1751 et mort à Heidelberg le 29 mars 1826, est un critique littéraire et un poète allemand.

## Éléments biographiques et activité littéraire
Voß fut l’un des fondateurs de la société poétique dite Göttinger Hainbund à Göttingen, où il termina ses études. Il se chargea ensuite à Vandsbeck de la rédaction de l’Almanach des Muses de Göttingen. Après avoir été recteur à Otterndorf en 1778, puis à Eutin en 1782, il se démit de ses fonctions en 1802 et alla s’établir à Iéna, d’où il passa, trois ans plus tard, à Heidelberg.
Voß s’est assuré un rang très distingué au milieu de la brillante période littéraire de l’Allemagne à la fin du XVIIIe siècle, sans tomber dans les excès du romantisme. Un caractère droit et naturel se reflète dans les poésies pures de toute prétention de Voß, qui repousse le fantastique et le bizarre, et cherche le vrai sans exclure la passion. Après avoir d’abord souscrit aux idées de Klopstock, modifiées dans le sens de la beauté de la forme par le culte intelligent des modèles grecs, il se tourna ensuite vers la peinture de la vie champêtre, qu’il reproduisit dans ses petits détails avec une excessive fidélité.
Attestant une science approfondie du rythme, ses poésies lyriques ont du sens, de la grâce et de l’harmonie qui excusent leur manque d’éclat. Son épopée pastorale de Louise (1784) s’est distinguée du reste de ses idylles, tableaux trop scrupuleusement exacts de la réalité, et partant souvent peu poétiques, pour rester l’une des œuvres caractéristiques de la littérature allemande. Le sujet de Louise est le mariage de la fille du « vénérable pasteur de Grunau » avec le jeune ministre de village Walter. Suivant son habitude, Voß se livre à la peinture des détails de la vie domestique, accumulant les tableaux de genre, à la manière flamande, et décrivant minutieusement la préparation du café, l’usage de la pipe, etc. mais cette surabondance de détails est transcendée par un sentiment profond, une pureté de cœur, une droiture d’esprit, une onction touchante[non neutre]. L’épisode de la bénédiction donnée par son père à Louise, au moment où elle quitte sa famille, selon l’ordre divin, pour suivre son époux, a été cité dans beaucoup de recueils[réf. nécessaire].
Mais rien n’égale le mérite de Voß comme traducteur, activité où il a su se faire une originalité que le genre ne semblait pas comporter, et donner des exemples merveilleux de la souplesse de la langue allemande. Les traductions de Voß, qui ont rempli près de quarante ans de sa vie, exploitent au mieux la capacité exclusive de l’allemand, parmi les langues européennes, à se conformer, par mètres équivalents, à la langue grecque pour reproduire tous les effets de sa versification. Ses premières traductions (les meilleures) sont celles de l'Odyssée et de l'Iliade (Altona, 1793, 4 vol. ; 5e édit., Göttingen, 1821) qui inaugurent ce système de fidélité absolue, reproduisant à la fois l’esprit et la lettre du modèle, la pensée et le style, tous les détails de la forme, et jusqu’aux moindres accidents du rythme. La traduction des Géorgiques de Virgile (Landbau, Ibid., 1797-1800, 4, vol.) a été également regardée comme un chef-d’œuvre. Il a aussi traduit Aristophane (Brunswick, 1821, 3 vol.), et sa traduction de Shakespeare fut achevée par ses fils (1818-1839, 9 vol.).
Voß a aussi traduit un choix des Métamorphoses d’Ovide, les Poèmes d’Hésiode et d’Orphée, les Odes d’Horace, les Phénomènes d’Aratus, et, avec ses fils, les Tragédies d’Eschyle.
Voß a encore écrit des ouvrages appréciables de critique et d’histoire littéraire, entre autres des Lettres sur la Mythologie (2e édit., Stuttgart, 1827, 3 vol.). Sa Correspondance, réunie par lui-même, a été publiée par sa femme (Briefe, nebst Leben, etc. ; Alberstadt, 1829-1833, 3 vol.).

## Œuvres
- Die Leibeigenschaft, 1776, Lauenburger Musenalmanach.
- Luise. Ein laendliches Gedicht in drei Idyllen, 2. Aufl., Königsberg Nicolovius, 1798.
- Abriß meines  Lebens. Karben, Wald-Verl., 1996 (Repr. d. Ausg. Rudolstadt 1818).
- Briefe, hrsg. von Abraham Voß. Hildesheim, Olms, 1971 (Repr. d. Ausg. Halberstadt 1829-1833).
- Sämmtliche poetische Werke, hrsg. von Abraham Voß. Leipzig, Müller, 1835.
- Gedichte, Auswahl und einführende Texte : Klaus Langenfeld. Husum, Husum Druck- und Verlagsgesellschaft, 2001.
- Die kleinen Idyllen, Mit einer Einführung zum Verständnis der Idyllen und einem Nachwort herausgegeben von Klaus Langenfeld. Stuttgart, Akademischer Verlag Heinz, 2004.

## Source
- Gustave Vapereau, Dictionnaire universel des littératures, Paris, Hachette, 1876, p. 2061-2